# Port de Siguer
Port de Siguer är ett bergspass i Andorra, på gränsen till Frankrike. Det ligger i den norra delen av landet. Port de Siguer ligger 2 396 meter över havet. En vandringsled går över passet.
Trakten runt Port de Siguer består i huvudsak av gräsmarker och kala bergstoppar.